# Ventas de Huelma
Ventas de Huelma er en by og kommune i det sydøstlige Spanien i provinsen Granada. Den har et indbyggertal på 674 (2024) indbyggere.